# Фільтрування

Схема простої фільтрації (пермеат — фільтрат, ретенат — тверда фаза.

Фільтрува́ння — дія, власне проціджування, рідин і газів або зневоднення шламу проціджуванням крізь фільтрувальну перетинку (тканину, сітку, порувату речовину) під дією зовнішніх сил (гідравлічного або механічного тиску, вакууму, гравітаційної сили, відцентрової сили та ін.).

## Загальний опис
Фільтрування — поширений процес при збагаченні вугілля, сланців і руд чорних і кольорових металів, гірничохімічної сировини, а також в хімічному і гідрометалургійному виробництві.
У збагаченні корисних копалин фільтруванням називається операція зневоднення дрібнозернистих пульп, що базується на примусовому виділенні з них води через пористу перегородку. Тверді частинки, що затримуються перегородкою, називаються кеком, або осадом, а вода, що пройшла через перегородку, — фільтратом. Як фільтрувальні перегородки використовують різні спеціальні тканини: бавовняні, вовняні, капронові, нейлонові та інші, а також металеві сітки з отворами 0,15 — 0,25 мм. Фільтрація, звичайно, — друга стадія зневоднення.
При фільтрації зневоднення твердої фази і видалення фільтрату здійснюється створенням перепаду тиску з обох боків фільтрувальної поверхні. Залежно від способу створення перепаду тиску розрізняють вакуум-фільтри і фільтр-преси, гіпербарфільтри. В залежності від форми фільтрувальної поверхні вакуум-фільтри підрозділяють на барабанні (з зовнішньою і внутрішньою фільтрувальною поверхнею), дискові і стрічкові.
Осади, що отримуються на фільтрувальній перегородці, підрозділяють на нестисливі і стисливі. Під нестисливими розуміють такі осади, в яких пористість залишається постійною при зміні тиску фільтрування. До таких осадів відносять концентрати руд кольорових і чорних металів, тобто осади, що мають зернисту структуру. Пористість стисливих осадів змінюється зі збільшенням різниці створюваного тиску. До таких осадів відносять глину, торф та ін. Стисливі опади фільтруються менш ефективно.
Розрізняють фільтрування з постійною різницею тисків і з незмінною швидкістю витікання фільтрату. Фільтрування при постійній різниці тисків здійснюється в разі, якщо простір за фільтрувальною перегородкою з’єднаний з джерелом постійного вакууму або простір перед суспензією – з джерелом постійного тиску. За такого способу фільтрування, через збільшення опору шару осаду, швидкість фільтрування є змінною величиною. Якщо забезпечено постійне подавання суспензії поршневим насосом, то відбувається фільтрування з постійною швидкістю. Із впровадженням такого процесу фільтрування, змінною величиною є різниця тисків.

## Фактори, що впливають на процес фільтрування
На ефективність процесу фільтрування впливають вміст твердого в суспензії, крупність твердої фази, значення різниці тисків, частота обертання робочого органу фільтра та інші фактори.
Вміст твердого Р у фільтрованій суспензії впливає на товщину осаду h, його вологість W і питому продуктивність фільтра q, що підтверджується рядом досліджень. Збільшення вмісту твердого в живленні фільтра призводить до збільшення питомої продуктивності фільтра, вологості і товщини осаду. При фільтруванні рудних суспензій оптимальний вміст твердого в живленні 50-65%, при цьому товщина осаду коливається в межах 20-23 мм при вологості 11,2-11,6 і питомій продуктивності 1-1,3 т/(м2•год). Крім того, в щільній суспензії спостерігається менше розшарування у ванні фільтра по крупності, тому отримують осад більш рівномірний за гранулометричним складом, ніж в розбавлених суспензіях. При фільтруванні щільних суспензій знижується питомий опір осаду, що пояснюється коагуляцією суспензій.
Крупність частинок твердої фази суспензії, що надходить на фільтрування, визначається прийнятою схемою збагачення, розміром вкраплення корисного мінералу і якістю виробленого концентрату. Вологість осаду і продуктивність фільтра залежать від крупності живлення.
Збільшення вмісту в живленні фільтра тонких класів призводить до підвищення вологості осаду і зниження питомої продуктивності, так як зі зменшенням крупності збільшується питома поверхня частинок, а отже, і їх вологоутримувальна здатність. Тому при однаковій масі вологість осаду тонкоподрібнених продуктів більша, ніж вологість великозернистого осаду.
Вплив розрідження. У багатьох випадках збільшення розрідження призводить до зниження вологості осаду до 2-3 %. Практикою роботи і дослідженнями встановлено, що для фільтрування доцільно використовувати більш низьке розрідження в зоні фільтрування і більш високе в зоні підсушування осаду. Підвищення вакууму в зоні підсушування сприяє зниженню вологості осаду.
Важливим недоліком роботи фільтра при зниженому вакуумі в зоні набору осаду є утворення тріщини на поверхні осаду. При вакуумі в зоні набору 0,07 МПа усадка дорівнює 20-30% , а при падінні до 0,03 МПа усадка перевищує 50 %, при цьому спостерігається розтріскування осаду. При виборі значення вакууму необхідно враховувати властивості осаду, так як для стисливих опадів збільшення розрідження не призводить до зниження вологості. У промислових умовах розрідження на барабанних і дискових вакуум-фільтрах підтримують в межах від 0,05 до 0,08 МПа.
Частота обертання робочого органу фільтра (барабана, дисків) впливає на продуктивність фільтра і вологість осаду. При зменшенні частоти обертання час фільтрування і підсушування осаду зростає, при цьому товщина осаду збільшується. З такого осаду видаляється більше вологи, тобто вологість його зменшується. Збільшення частоти обертання дисків призводить до підвищення вологості осаду. Залежність питомої продуктивності від частоти обертання неоднозначна. Оптимальну частоту обертання дисків або барабана підбирають в кожному конкретному випадку з урахуванням властивостей фільтрованої суспензії.
Співвідношення зон набору і підсушування осаду також впливає на продуктивність фільтра і вологість осаду. На більшості фільтрів це співвідношення зон становить 1:1. Якщо зона підсушування осаду буде в 1,5-1,7 разів більше зони набору, то продуктивність фільтра знизиться на 8-10 %, а вологість осаду зменшиться на 0,5 %. Змінити співвідношення зон можна зниженням рівня суспензії у ванні фільтра.